# مجمع گفتگوی همکاری آسیا
مجمع گفتگوی همکاری آسیا (ACD) یک سازمان دولتی بین‌المللی پایه‌گذاری شده در ۱۸ ژوئن ۲۰۰۲ می‌باشد. اهداف اصلی این سازمان یکی توسعه همکاری‌های بین‌المللی در قاره آسیا و دیگری ادغام سازمان‌هایی از قبیل: اتحادیه اقتصادی اوراسیا،سازمان همکاری اقتصادی، شورای همکاری کشورهای عرب خلیج فارس، انجمن ملل آسیای جنوب شرقی و اتحادیه همکاری‌های منطقه‌ای جنوب آسیا بوده. ایده اصلی تأسیس یک اتحادیه آسیایی - دیالوگ همکاری‌های آسیایی - توسط نخست وزیر تایلند ارائه شد. اعضا اصلی این سازمان کویت، پاکستان، هند، بحرین، سری لانکا، ترکیه، اندونزی، تایلند، چین و ژاپن هستند که گاهی هم نه کشور اعظم ACD نامیده می‌شوند.

## اهداف
اهداف اصلی دیالوگ همکاری‌های آسیایی به نقل این سازمان شامل موارد زیر می‌شود:
1. . ترویج همکاری کشورهای آسیایی در همه نقاط قوت و فرصت‌های شناسایی شده که بتواند فقر را کاهش داده و باعث پیشرفت سطح زندگی مردم آسیا شود با در نظر گرفتن توسعه دادن جامعه علم پایه آسیایی که در حال افزایش در داخل خاک آسیا است.
2. . توسعه بازار مالی و اقتصاد و افزایش قدرت چانه زنی به جای رقابت میان کشورهای عضو و در نتیجه افزایش قدرت رقابت در بازارهای بین‌المللی.
3. . به عنوان عضوی از یک رشته فعالیت که باعث می‌شود با سازش بر نقاط مثبت و توانایی‌های کشورها برای تبدیل این کشورها به یک شریک قابل اطمینان و مناسب برای دیگر مناطق بشود.
4. . و در انتها تبدیل قاره آسیا به یک اجتماع آسیایی که قادر به ارتباط با سایر نقاط دنیا است و در ضمن کمک به رشد و رفاه بیش تر کشورهای آسیایی شود و صلح مثبت را در این اجتماع فراهم کند.

## کشورهای آسیایی عضو

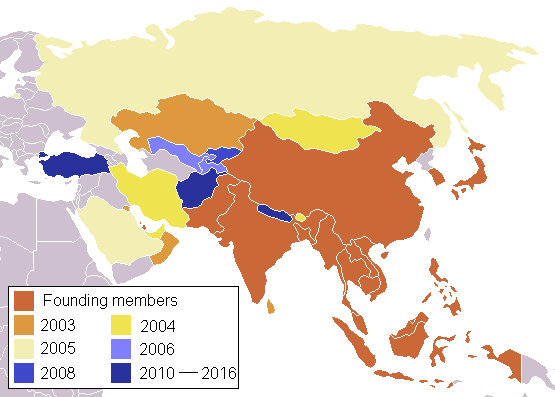
عضویت کشورها و گسترش این سازمان براساس تاریخ

این سازمان با ۱۸ عضو تأسیس شد؛ ولی امروزه ۳۳ کشور در آن شرکت دارند:
| نام               | تاریخ الحاق     | سازمان‌های منطقه‌ای عضو |
| ----------------- | --------------- | --------------------- |
| افغانستان         | ۱۷ اکتبر ۲۰۱۲   | SAARC, ECO            |
| بحرین             | ۱۸ ژوئن ۲۰۰۲    | GCC, AL               |
| بنگلادش           | ۱۸ ژوئن ۲۰۰۲    | SAARC, BIMSTEC        |
| بوتان (کشور)      | ۲۷ سپتامبر ۲۰۰۴ | SAARC, BIMSTEC        |
| برونئی            | ۱۸ ژوئن ۲۰۰۲    | ASEAN                 |
| کامبوج            | ۱۸ ژوئن ۲۰۰۲    | ASEAN, MCG            |
| چین               | ۱۸ ژوئن ۲۰۰۲    | —                     |
| هند               | ۱۸ ژوئن ۲۰۰۲    | SAARC, BIMSTEC, MCG   |
| اندونزی           | ۱۸ ژوئن ۲۰۰۲    | ASEAN                 |
| ایران             | ۲۱ ژوئن ۲۰۰۴    | ECO                   |
| ژاپن              | ۱۸ ژوئن ۲۰۰۲    | —                     |
| قزاقستان          | ۲۱ ژوئن ۲۰۰۳    | CIS, ECO              |
| کره جنوبی         | ۱۸ ژوئن ۲۰۰۲    | —                     |
| کویت              | ۲۱ ژوئن ۲۰۰۳    | GCC, AL               |
| قرقیزستان         | ۱۶ اکتبر ۲۰۰۸   | CIS, ECO              |
| لائوس             | ۱۸ ژوئن ۲۰۰۲    | ASEAN, MCG            |
| مالزی             | ۱۸ ژوئن ۲۰۰۲    | ASEAN                 |
| مغولستان          | ۲۱ ژوئن ۲۰۰۴    | —                     |
| میانمار           | ۱۸ ژوئن ۲۰۰۲    | ASEAN, BIMSTEC, MCG   |
| عمان              | ۲۱ ژوئن ۲۰۰۳    | GCC, AL               |
| پاکستان           | ۱۸ ژوئن ۲۰۰۲    | SAARC, ECO            |
| فیلیپین           | ۱۸ ژوئن ۲۰۰۲    | ASEAN,                |
| قطر               | ۱۸ ژوئن ۲۰۰۲    | GCC, AL               |
| روسیه             | ۴ آوریل ۲۰۰۵    | CIS, CoE              |
| عربستان سعودی     | ۴ آوریل ۲۰۰۵    | GCC, AL               |
| سنگاپور           | ۱۸ ژوئن ۲۰۰۲    | ASEAN                 |
| سری‌لانکا          | ۲۱ ژوئن ۲۰۰۳    | SAARC, BIMSTEC        |
| تاجیکستان         | ۵ ژوئن ۲۰۰۶     | CIS, ECO              |
| تایلند            | ۱۸ ژوئن ۲۰۰۲    | ASEAN, BIMSTEC, MCG   |
| ترکیه             | ۲۶ سپتامبر ۲۰۱۳ | CoE, ECO              |
| امارات متحده عربی | ۲۱ ژوئن ۲۰۰۴    | GCC, AL               |
| ازبکستان          | ۵ ژوئن ۲۰۰۶     | CIS, ECO              |
| ویتنام            | ۱۸ ژوئن ۲۰۰۲    | ASEAN, MCG            |